# Biserica reformată din Vița

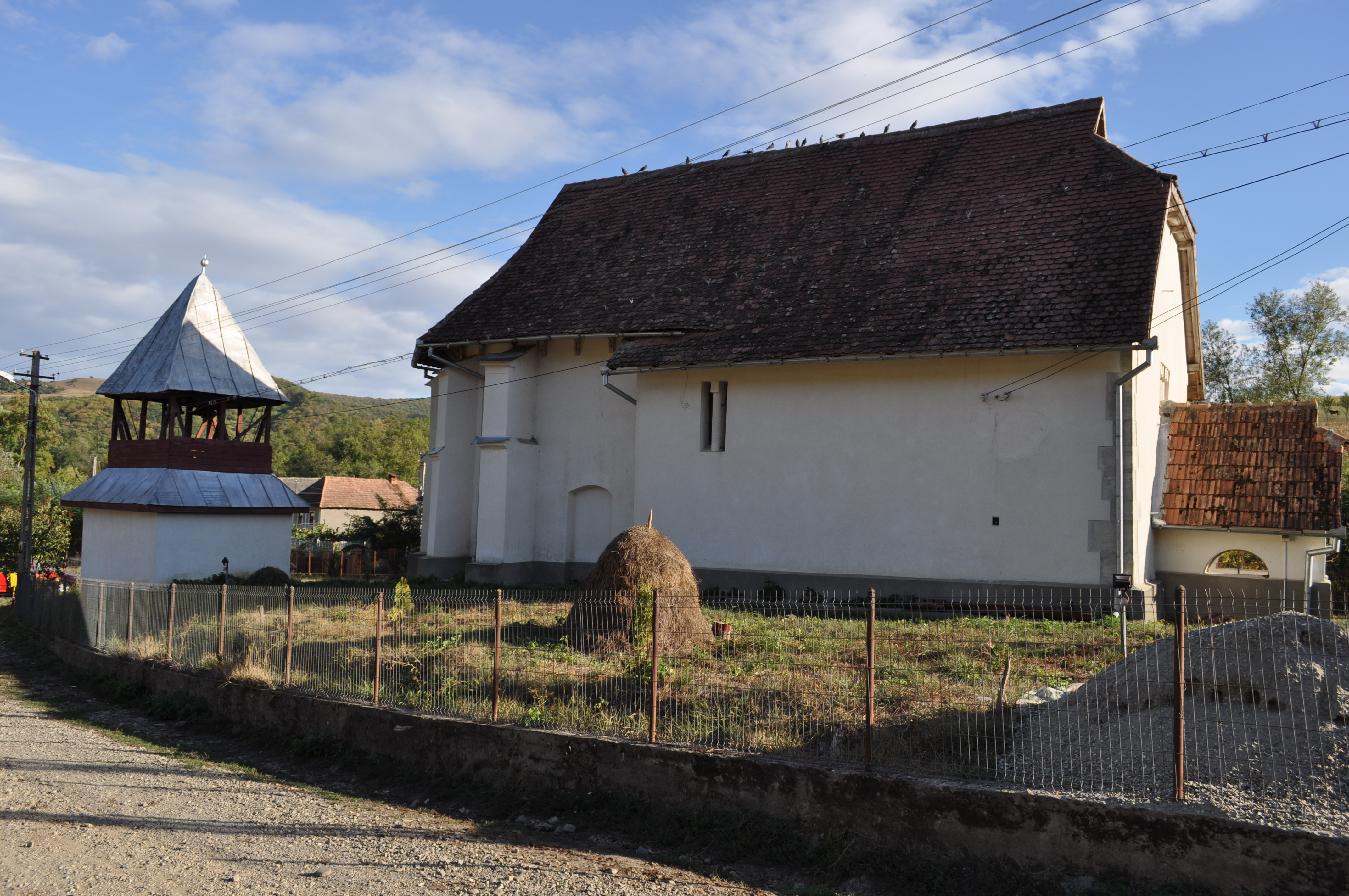
Ansamblul bisericii reformate din Vița, comuna Nușeni, județul Bistrița-Năsăud, foto: septembrie 2012.

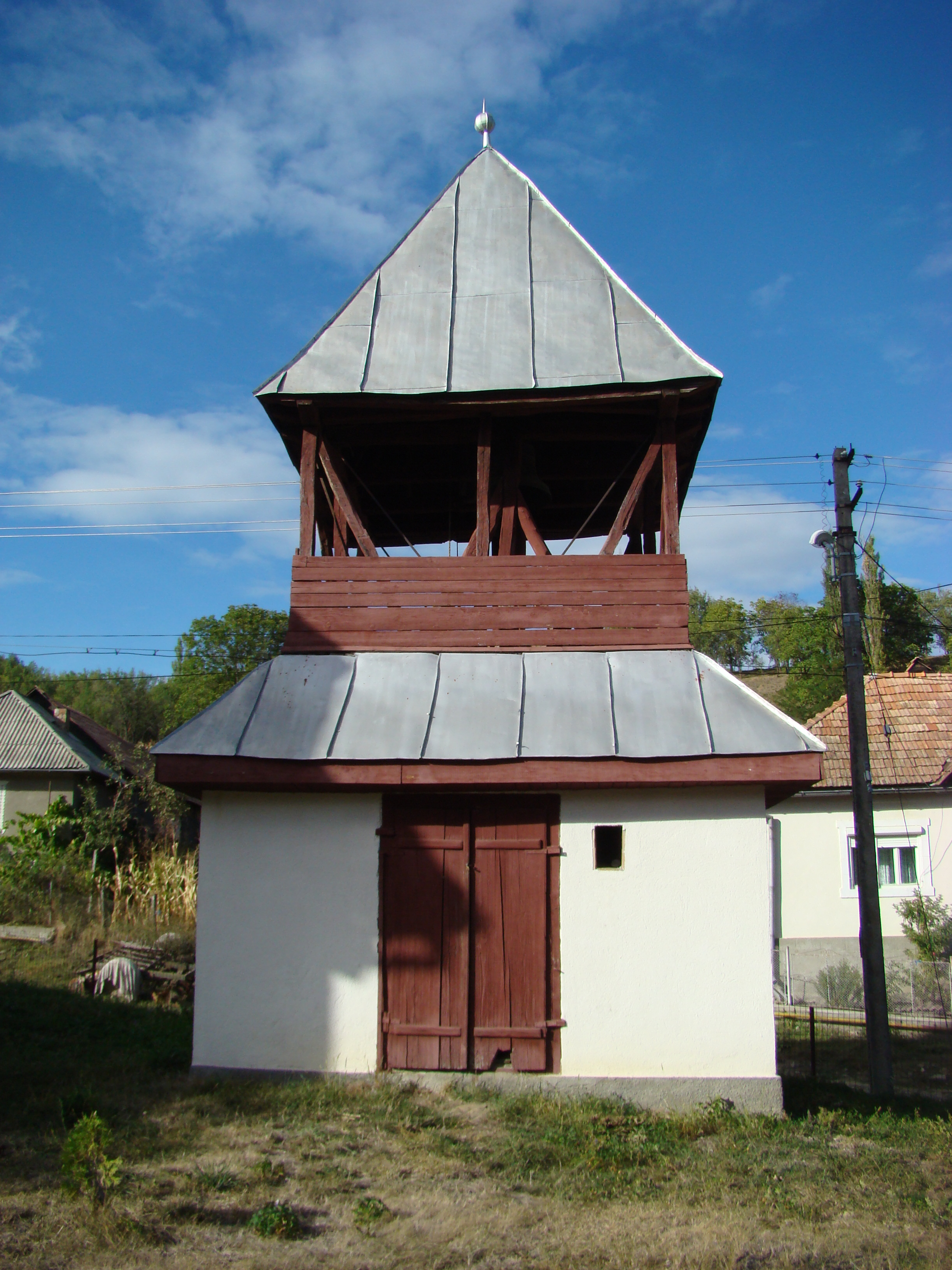
Turnul-clopotniţă

Biserica reformată din Vița, comuna Nușeni, județul Bistrița-Năsăud, datează din secolul XIV. Biserica se află pe noua listă a monumentelor istorice sub codul LMI:  BN-II-a-A-01728. 

## Localitatea
Vița (în maghiară Vice, în germană Witzeldorf, Witzen, Witzau) este un sat în comuna Nușeni din județul Bistrița-Năsăud, Transilvania, România. Satul este atestat documentar în anul 1315, sub numele Wychenek.

## Biserica
În 1332 avea o biserică parohială, preotul János fiind menționat în lista dijmelor papale. Nava bisericii datează probabil din secolul al XIV-lea, cu modificări din secolul al XVII-lea. În secolul al XV-lea a fost construit un nou sanctuar în stilul gotic al epocii, cu o boltă cu nervuri. Turnul clopotniță a fost construit în 1872.
În 1874, două treimi dintre credincioșii reformați au redevenit catolici pentru a beneficia de moșia Mikes-Hard, cumpărată și distribuită enoriașilor de episcopul Fogarassy.

## Imagini din exterior

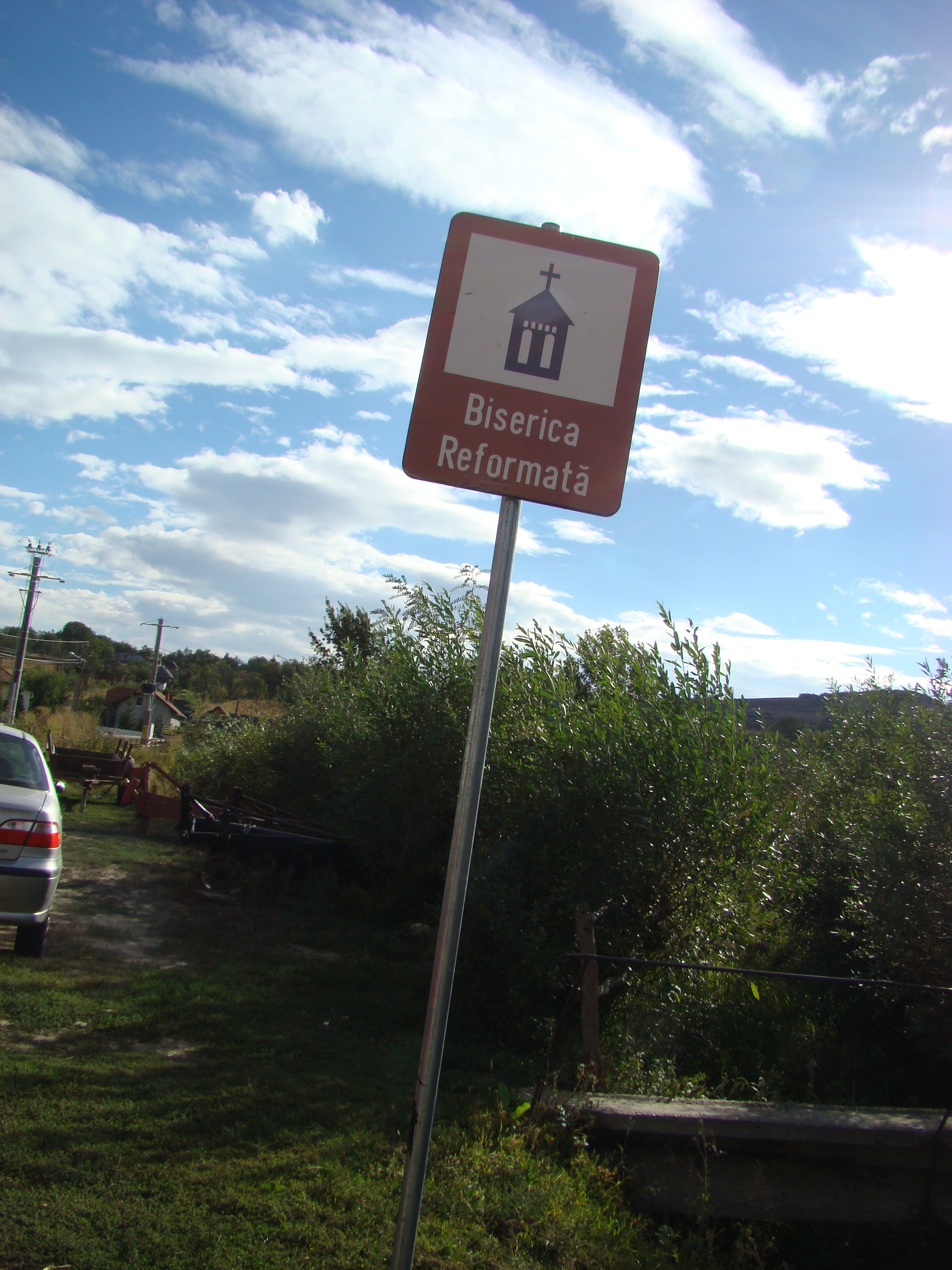
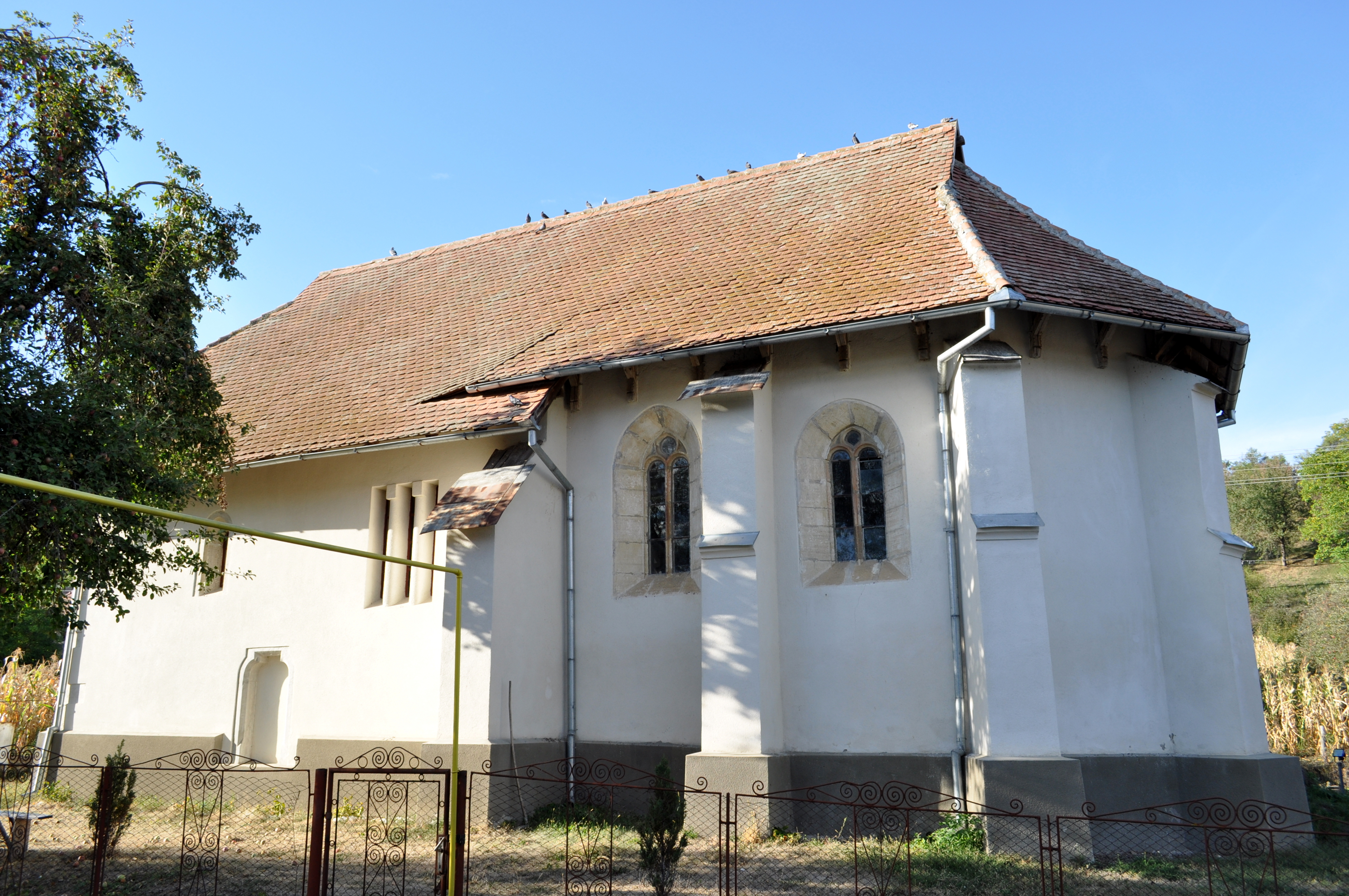
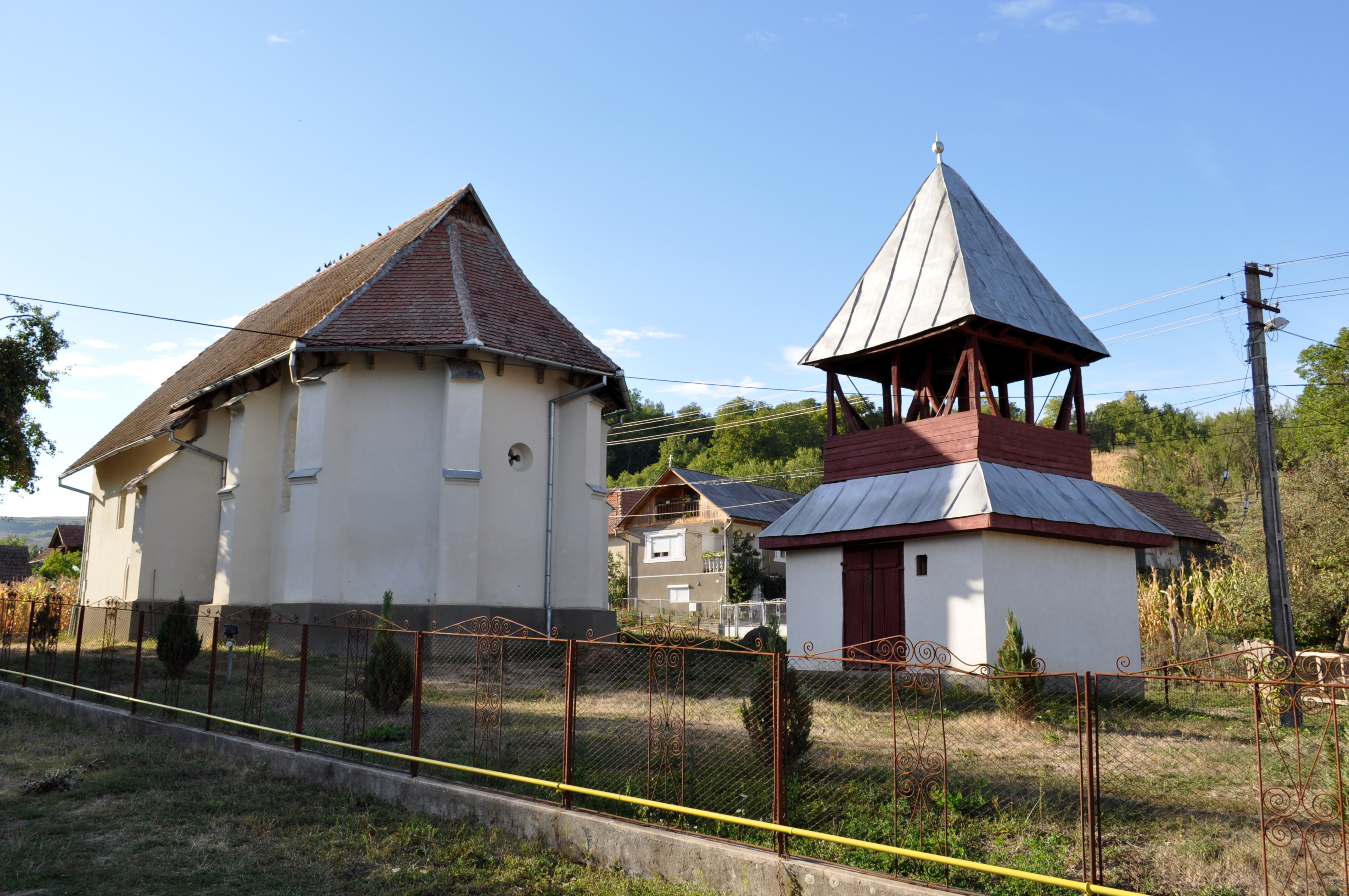
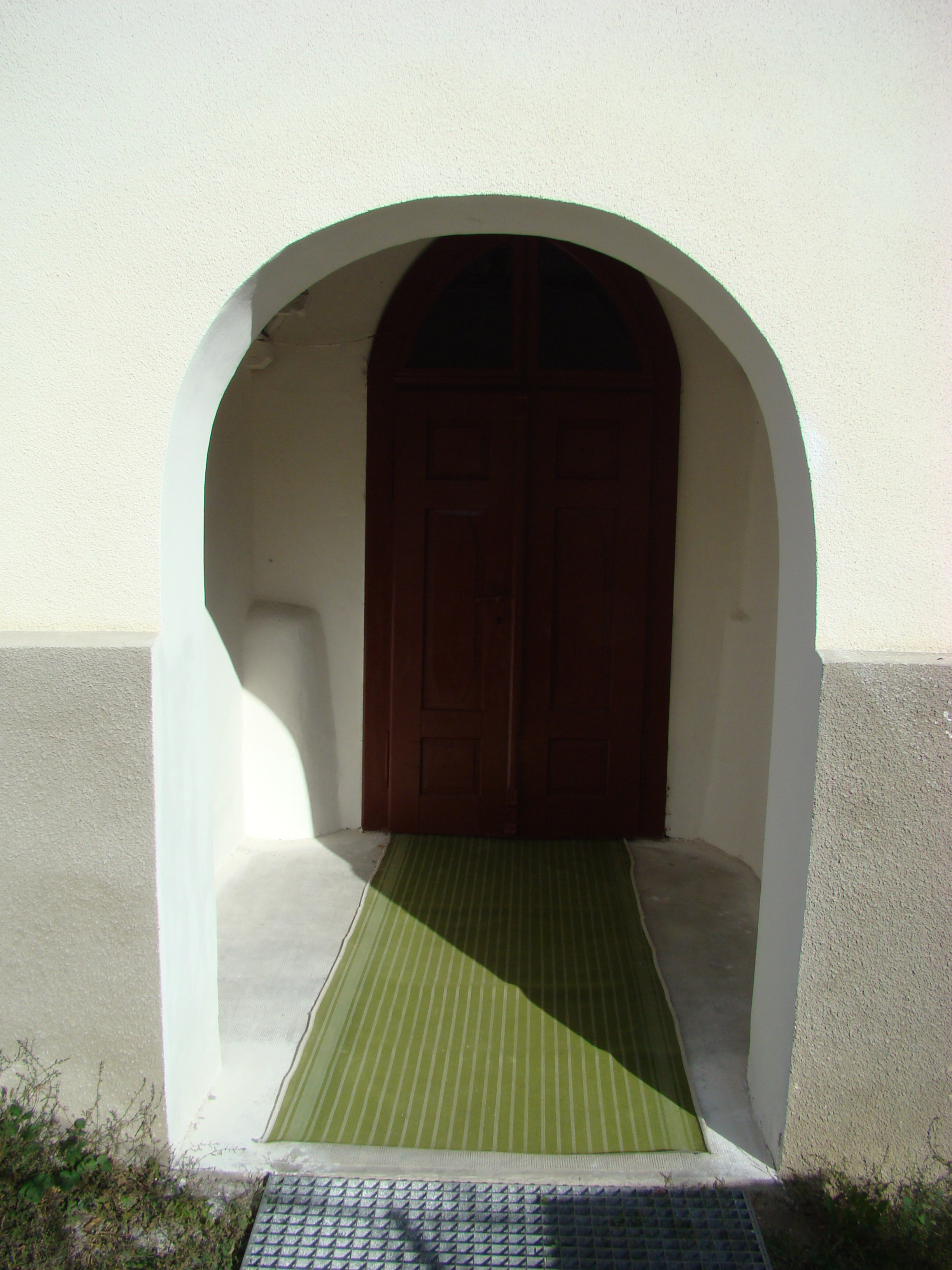
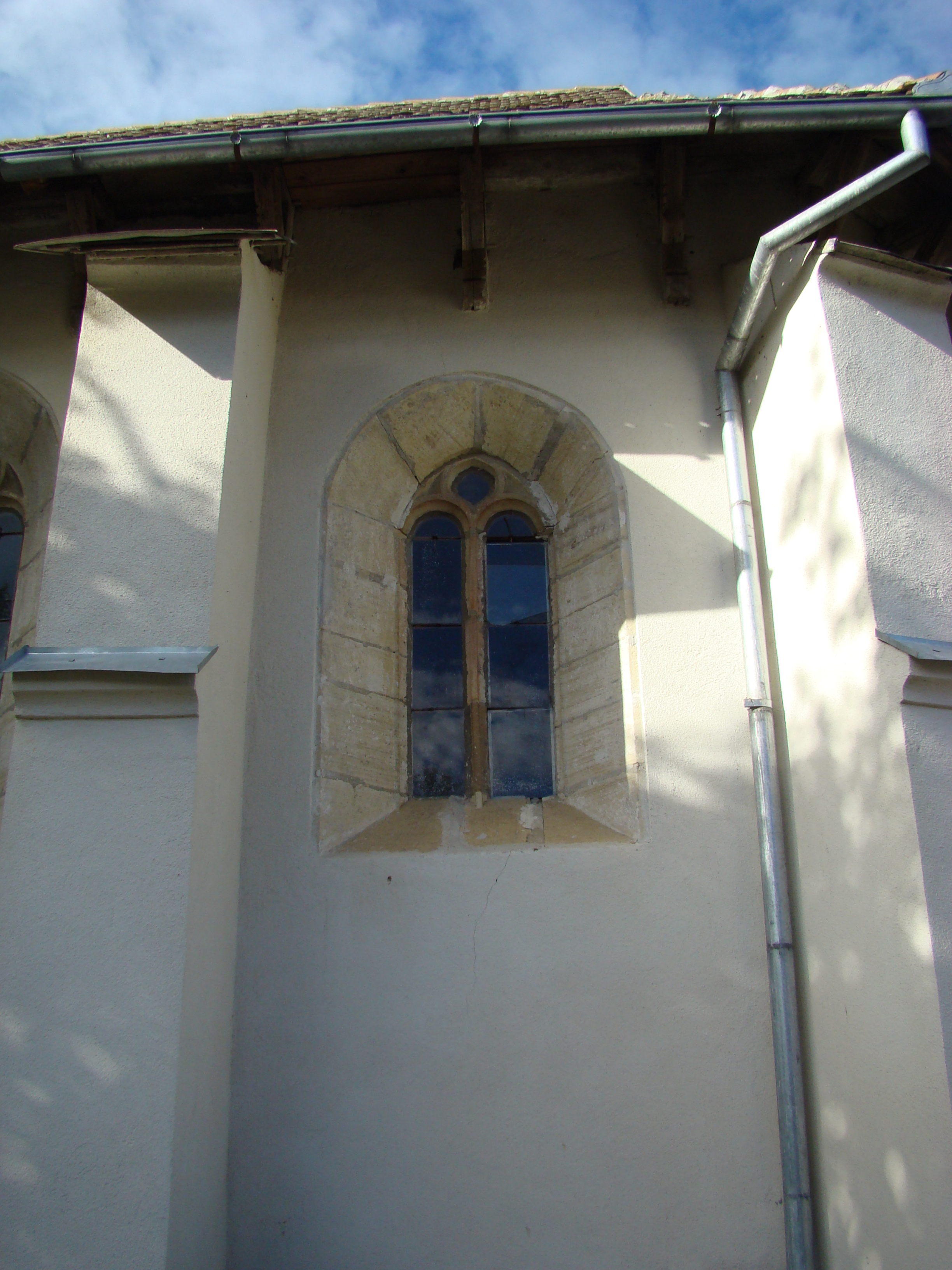
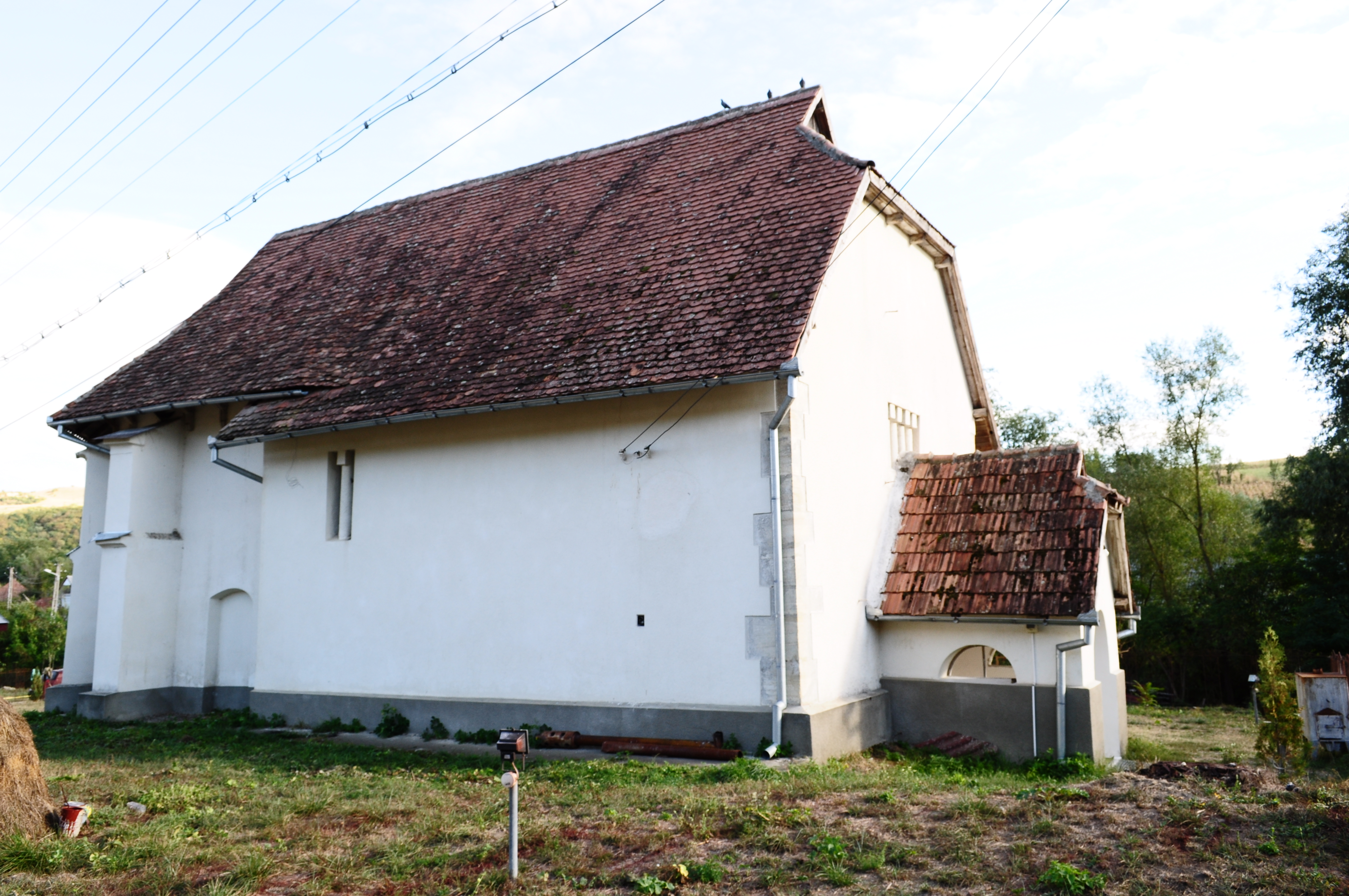
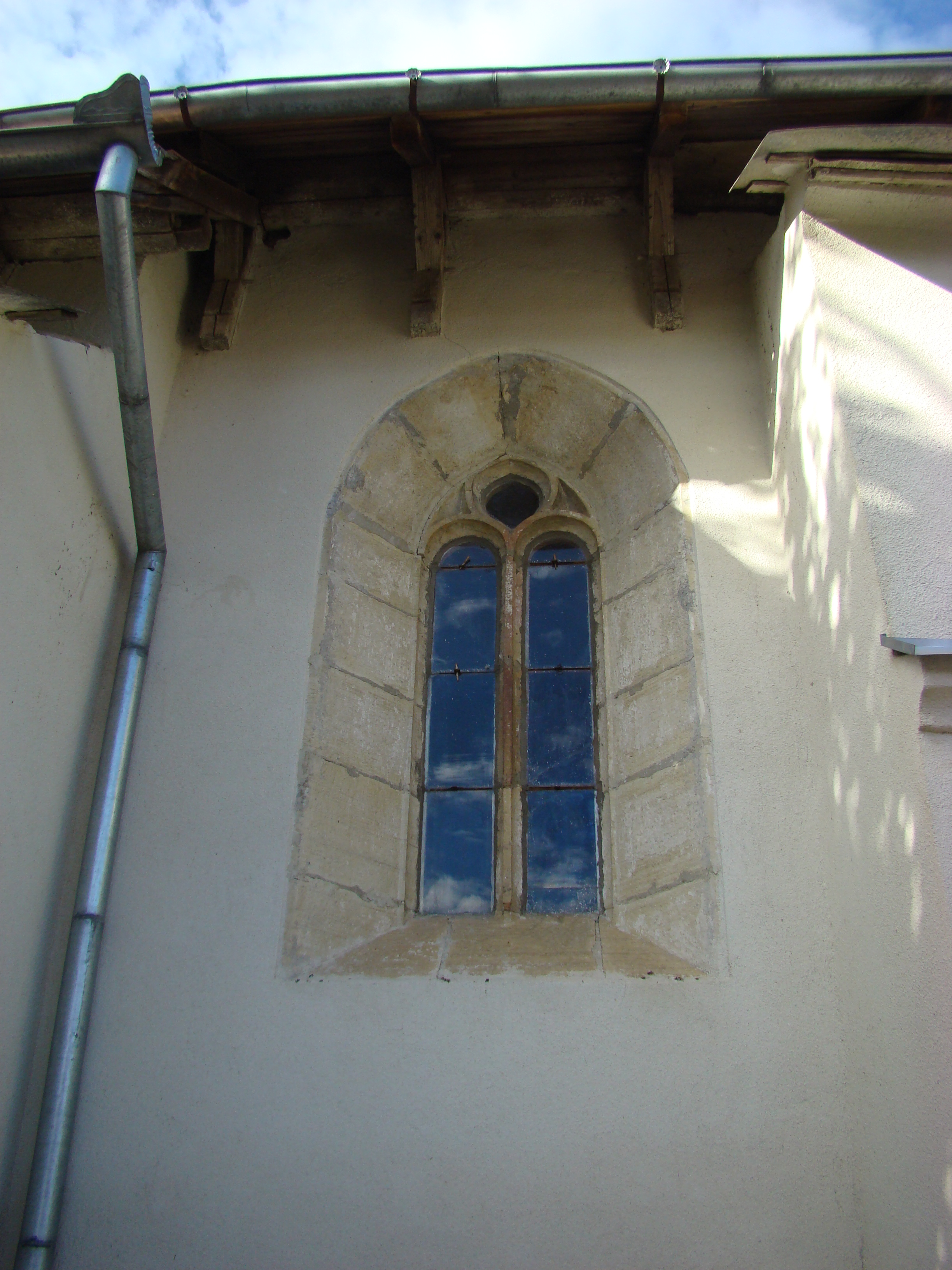
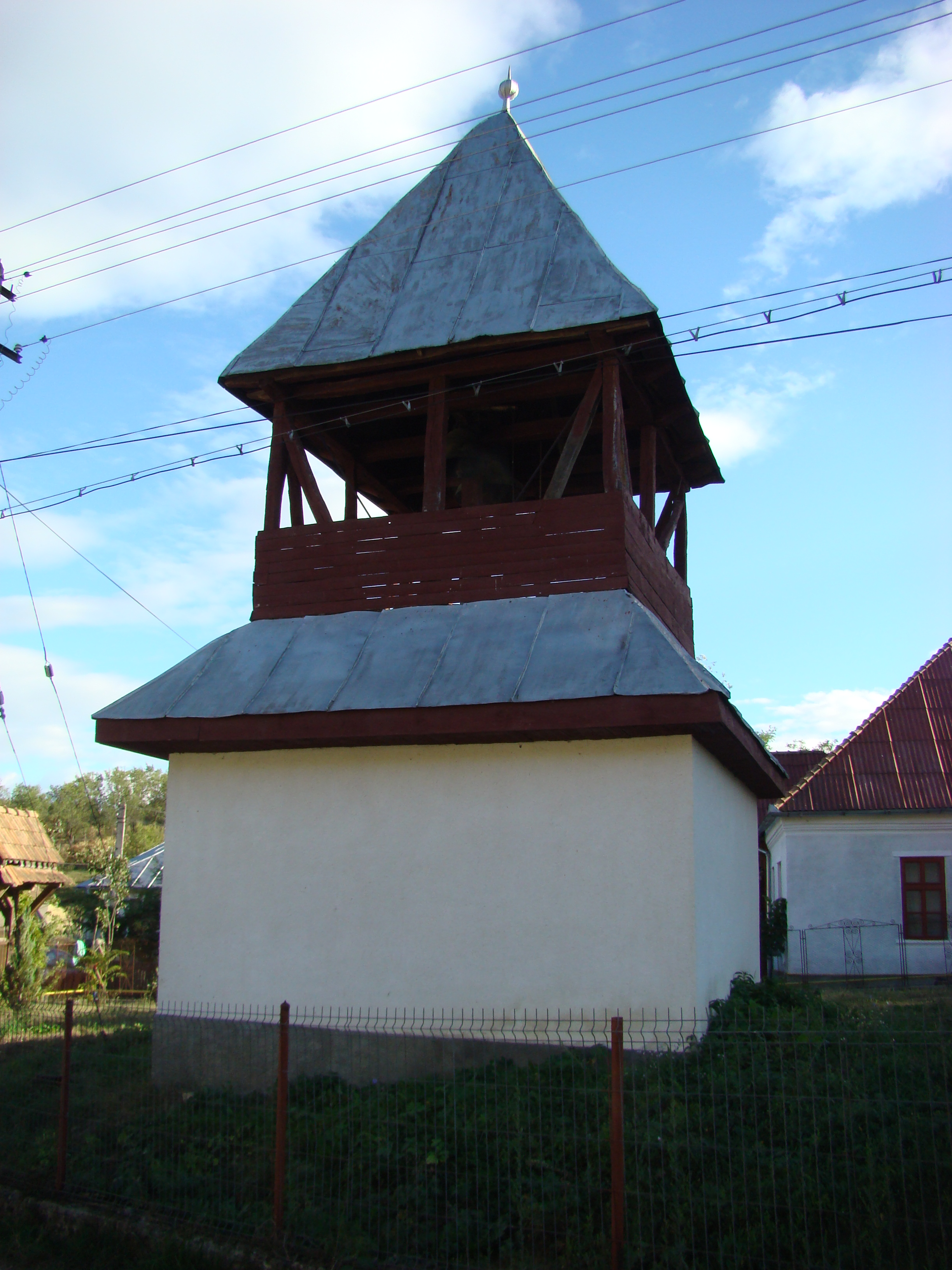
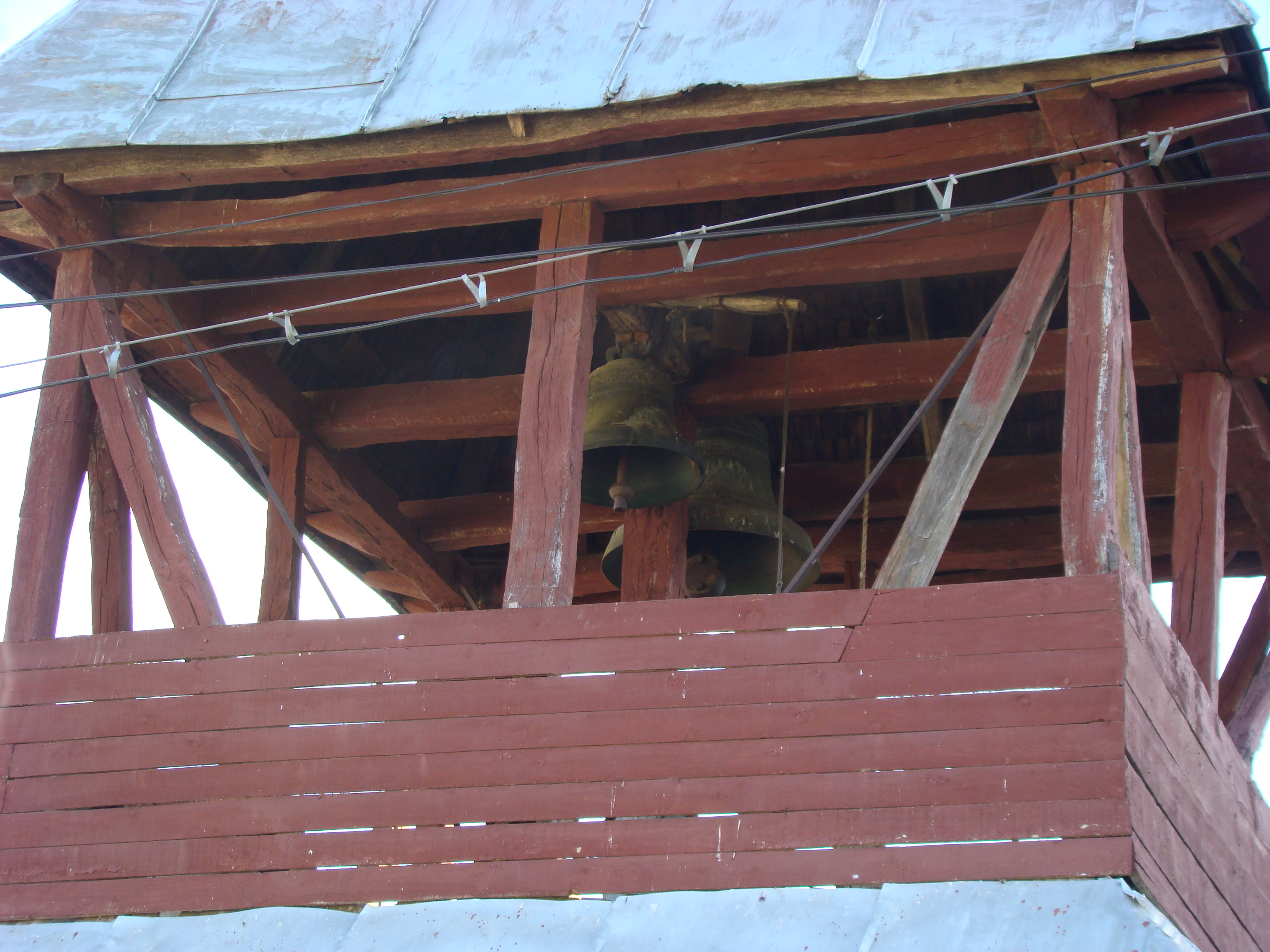

## Imagini din interior

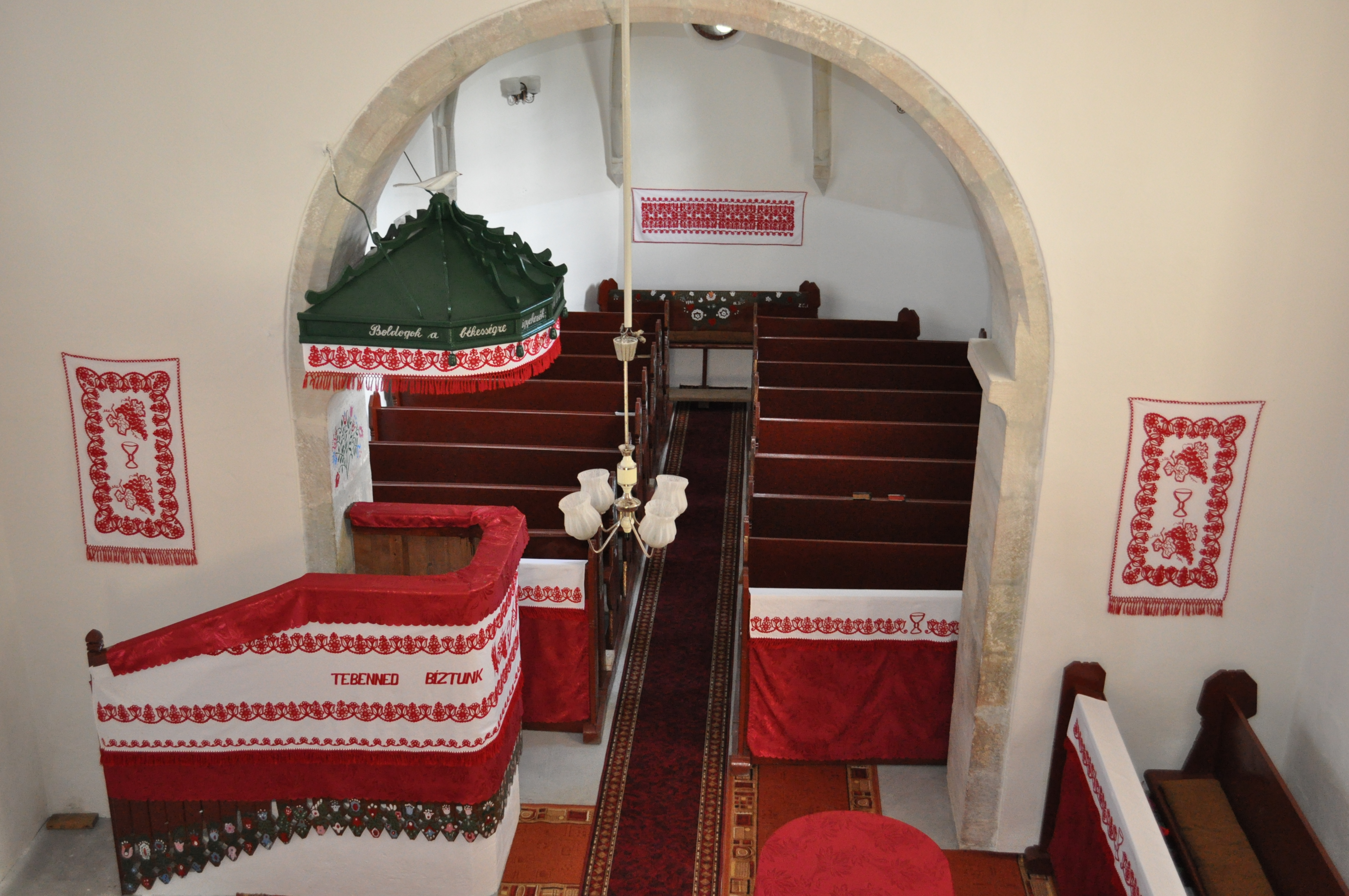
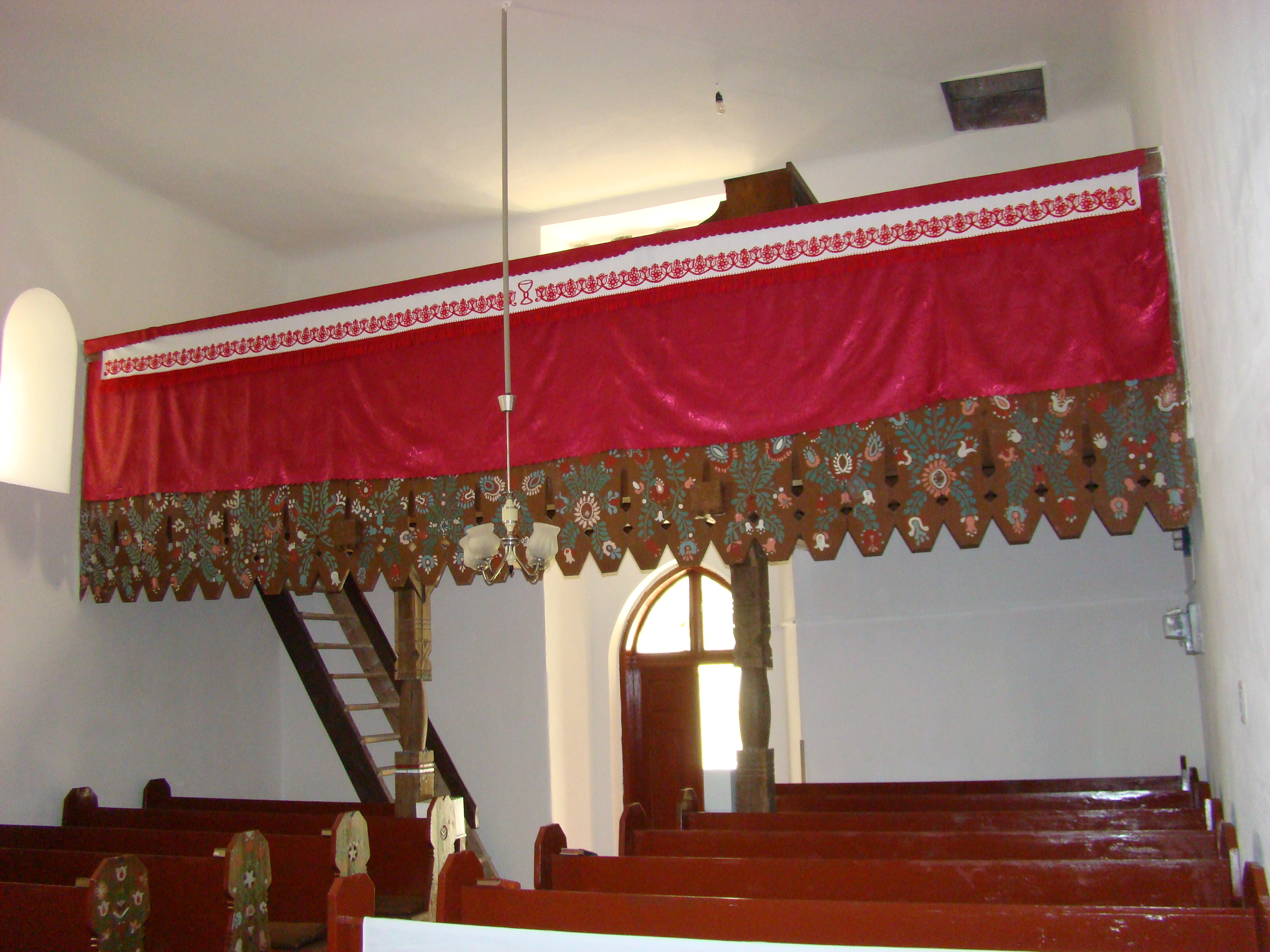
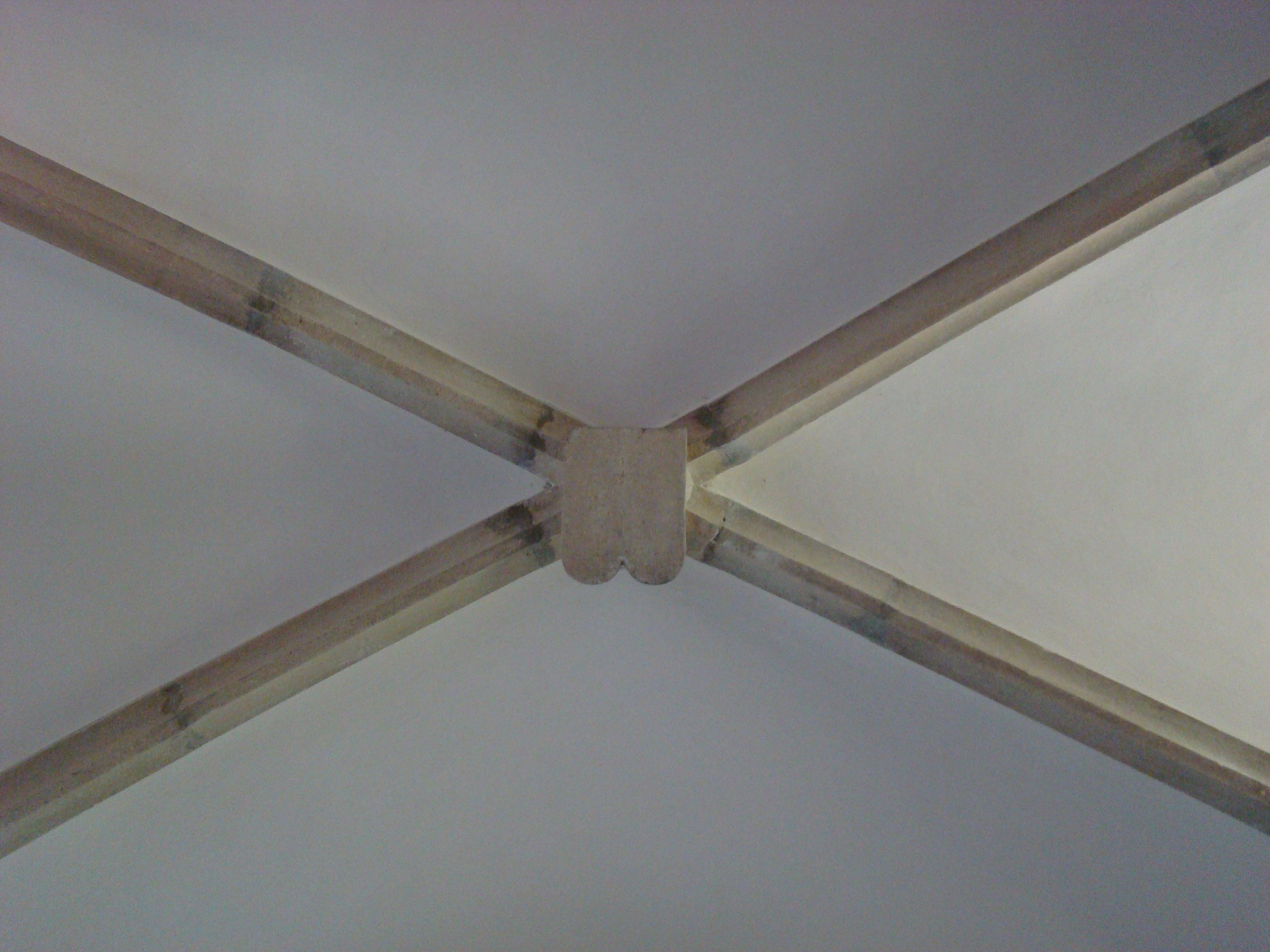
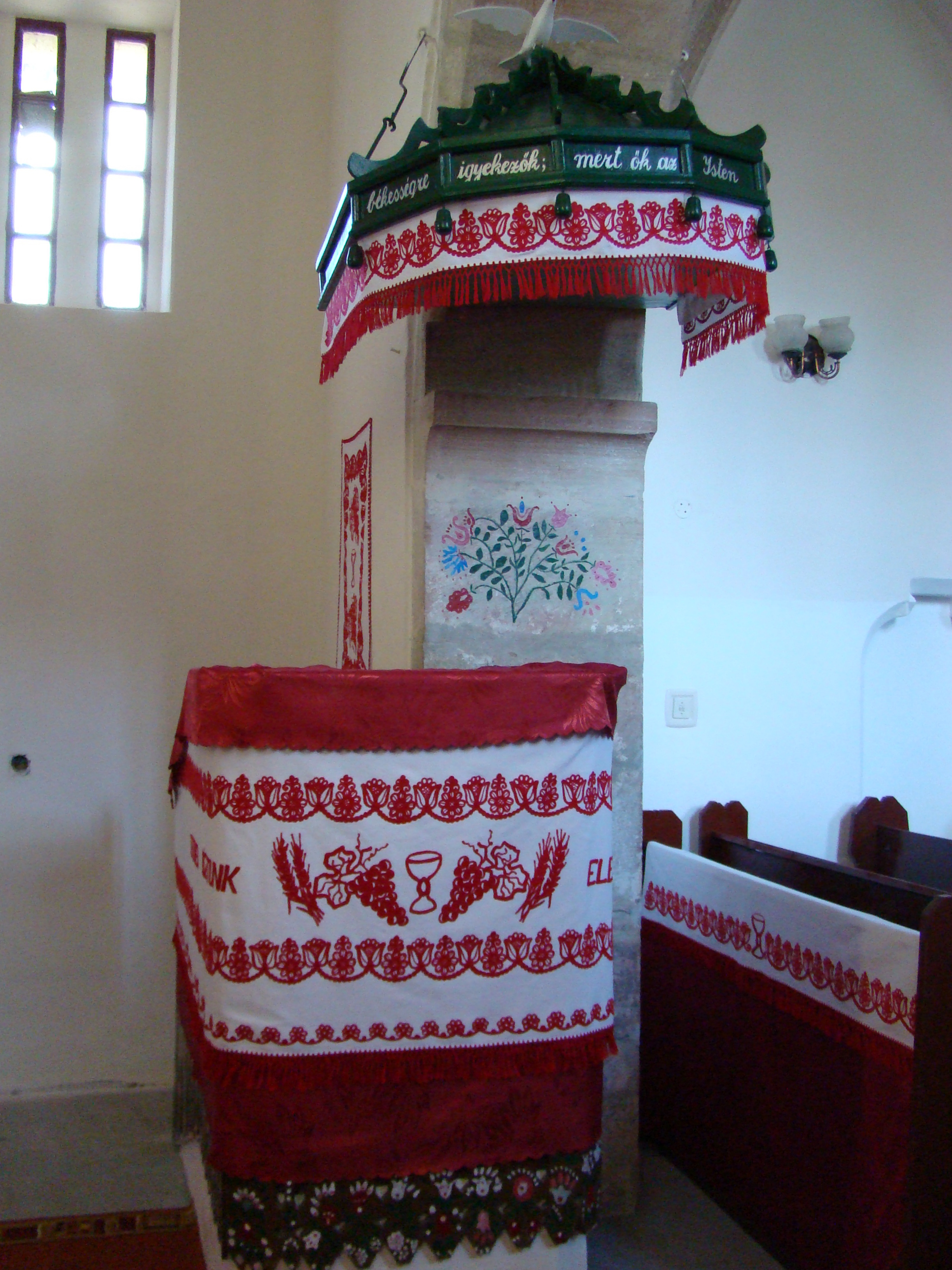
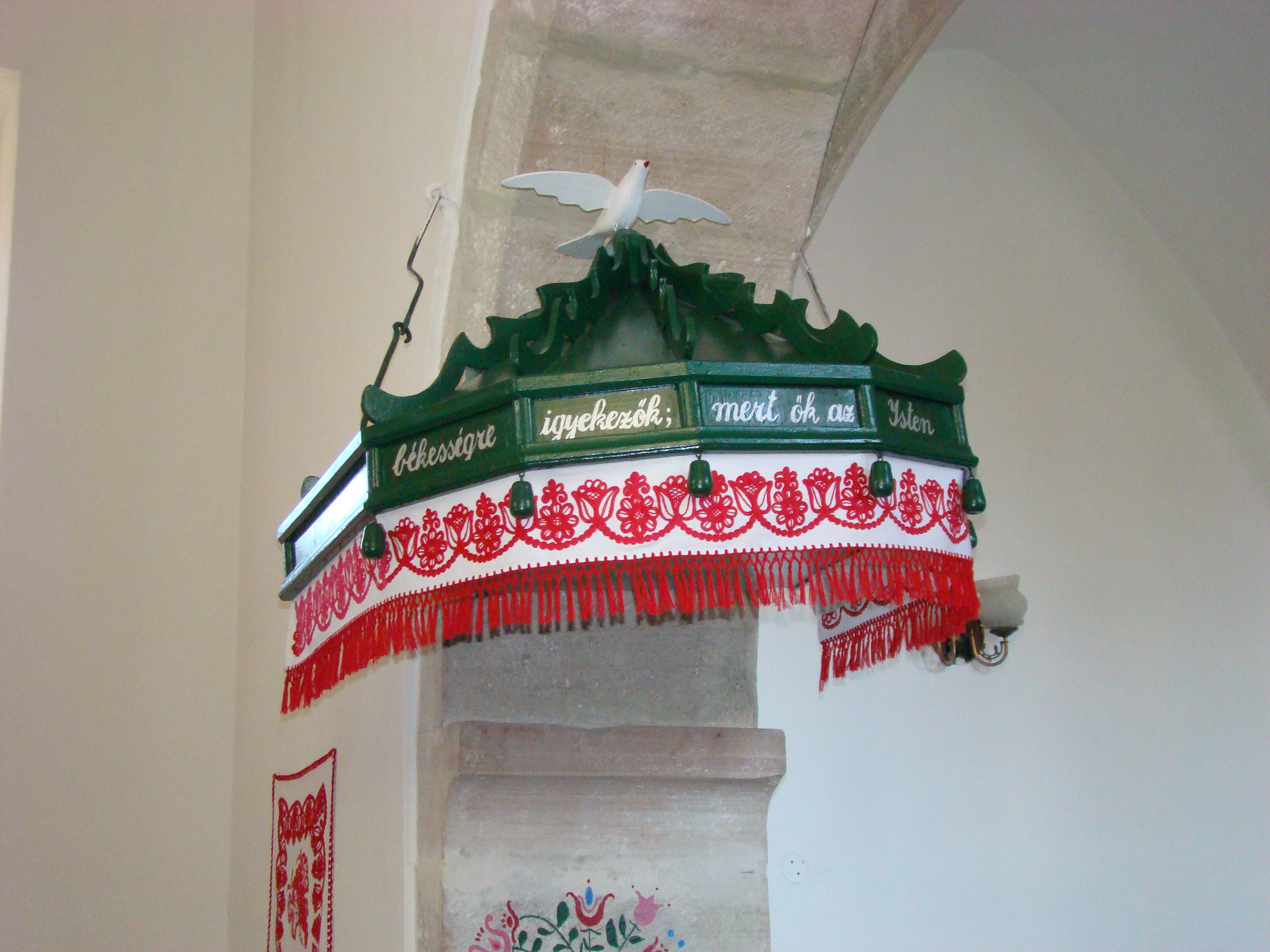
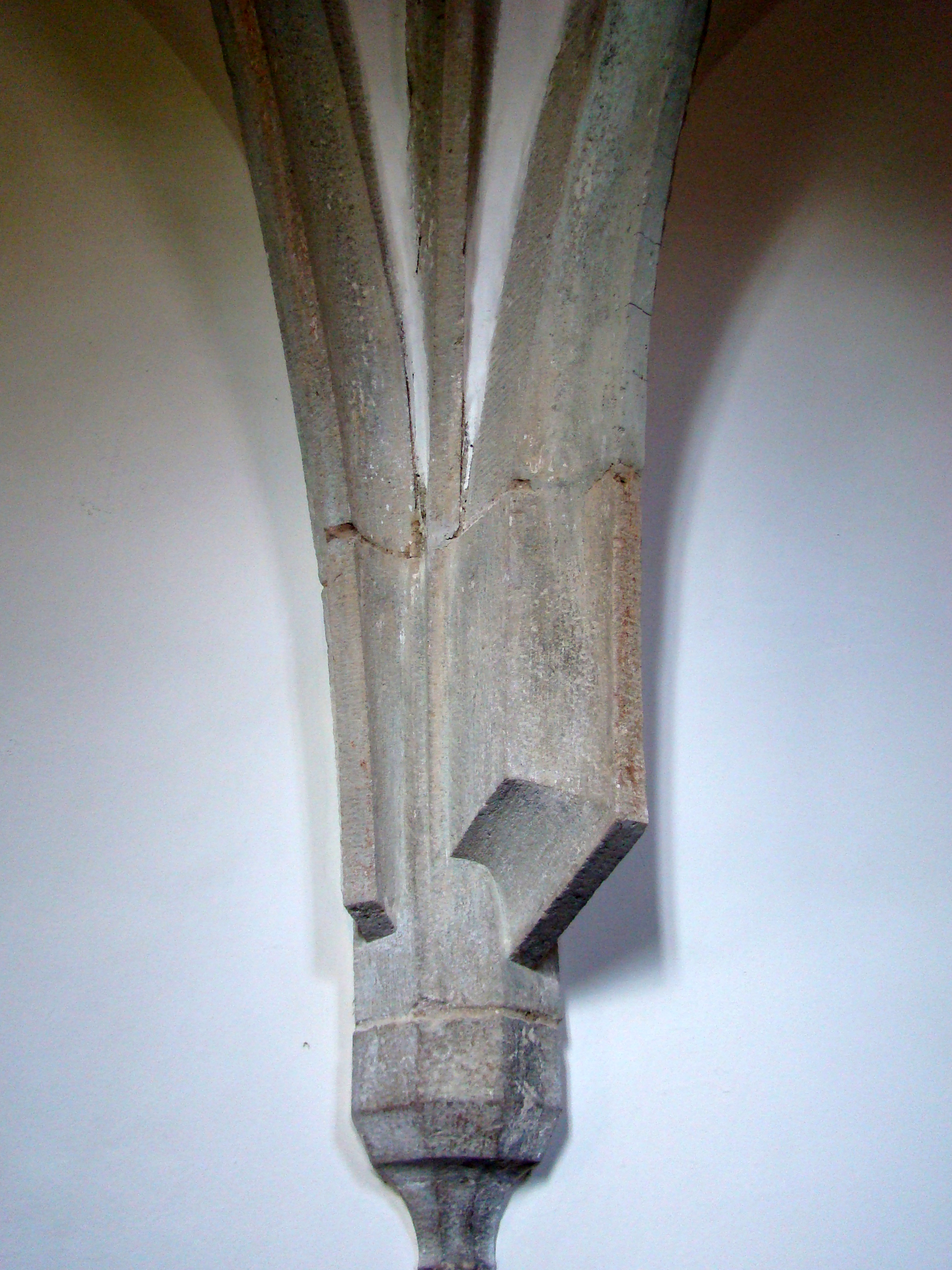
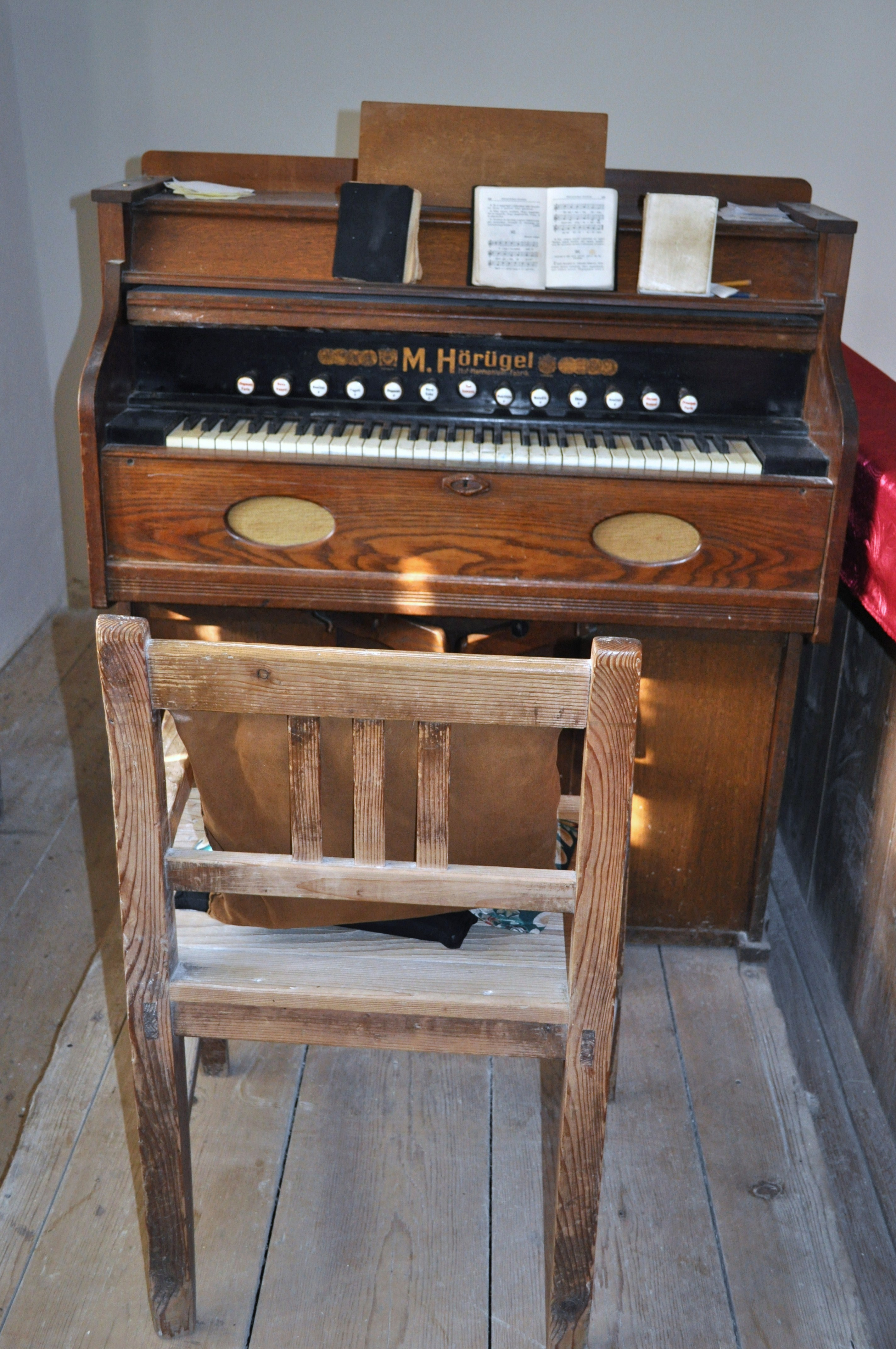
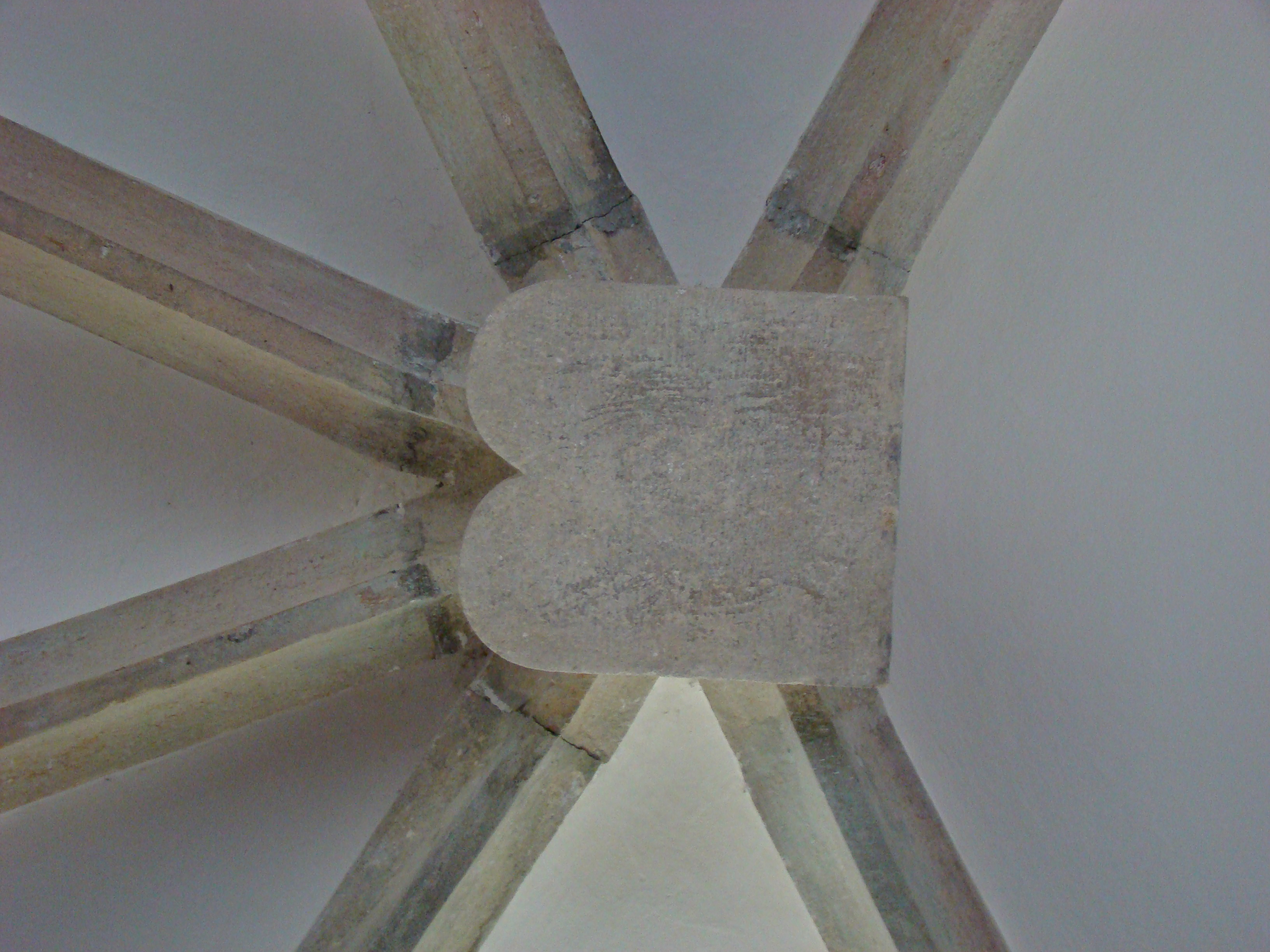
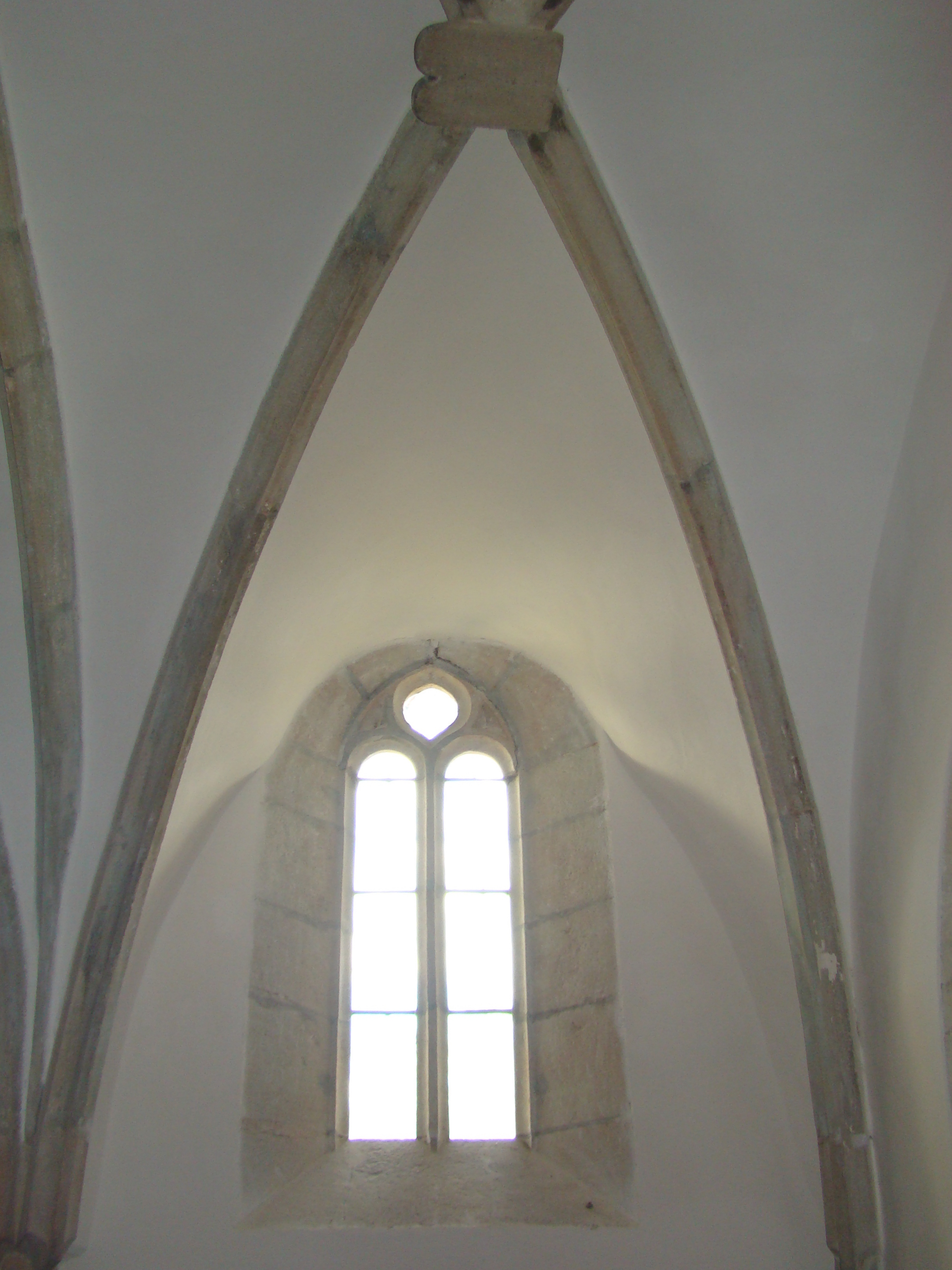
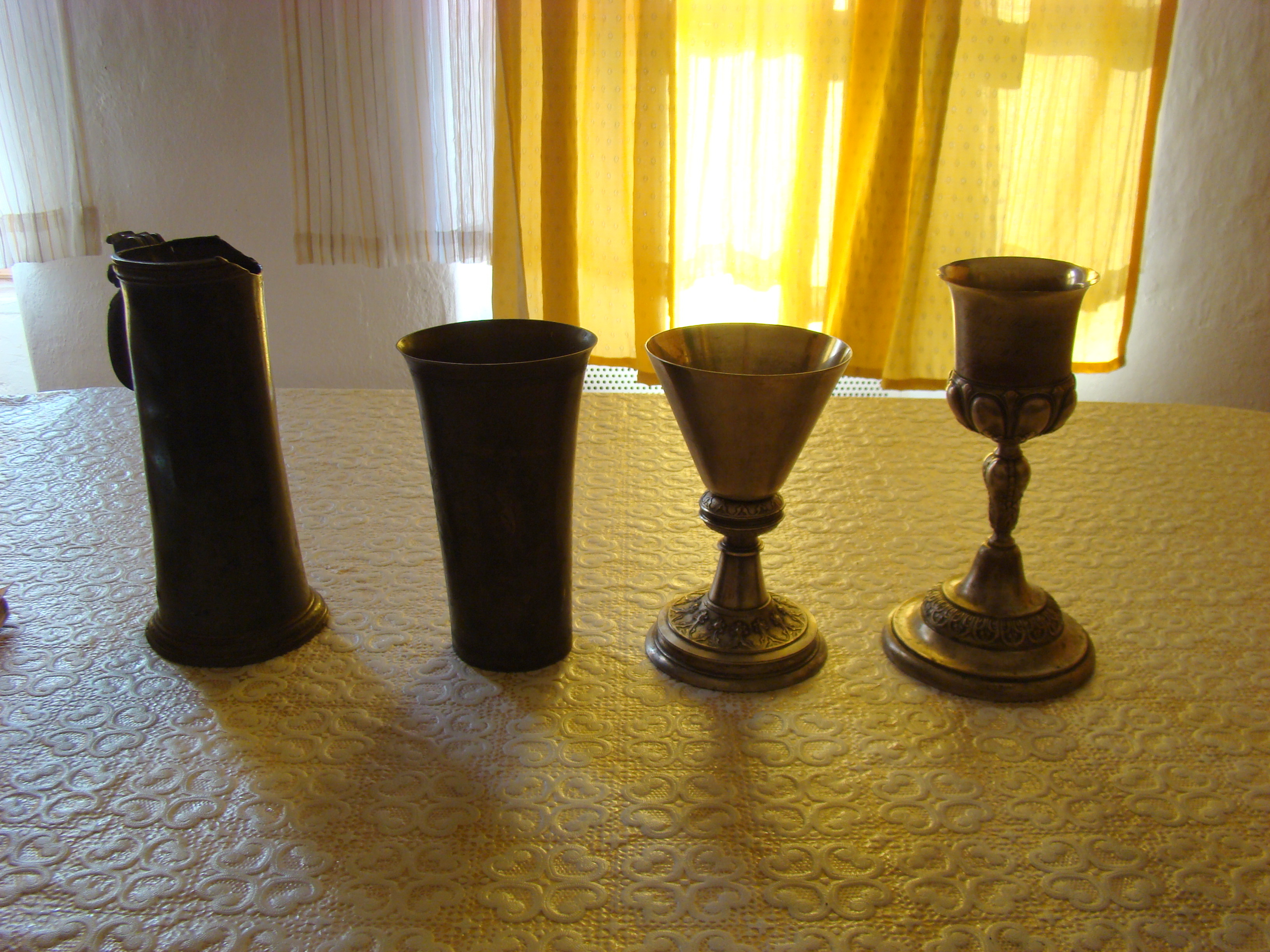
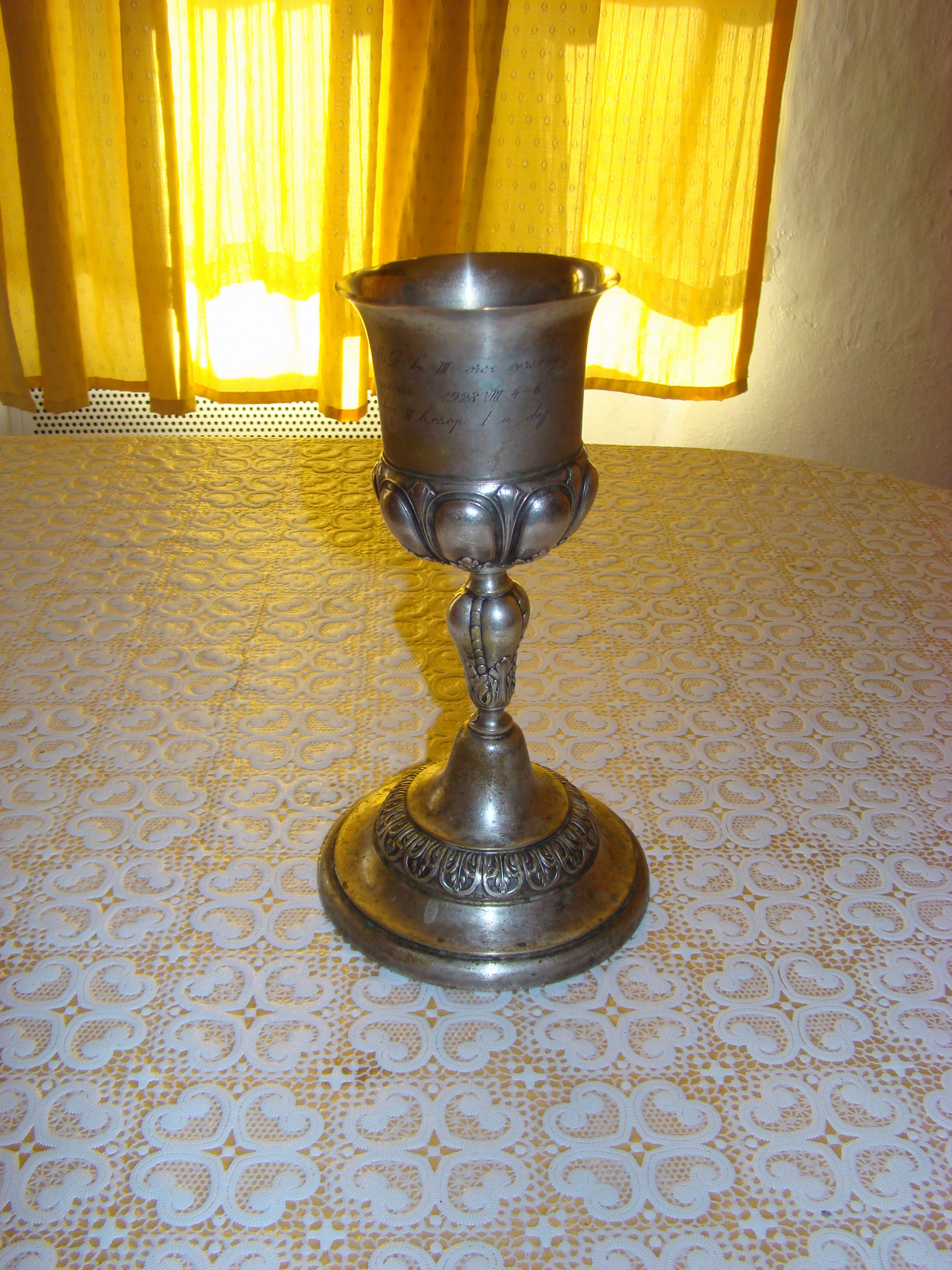
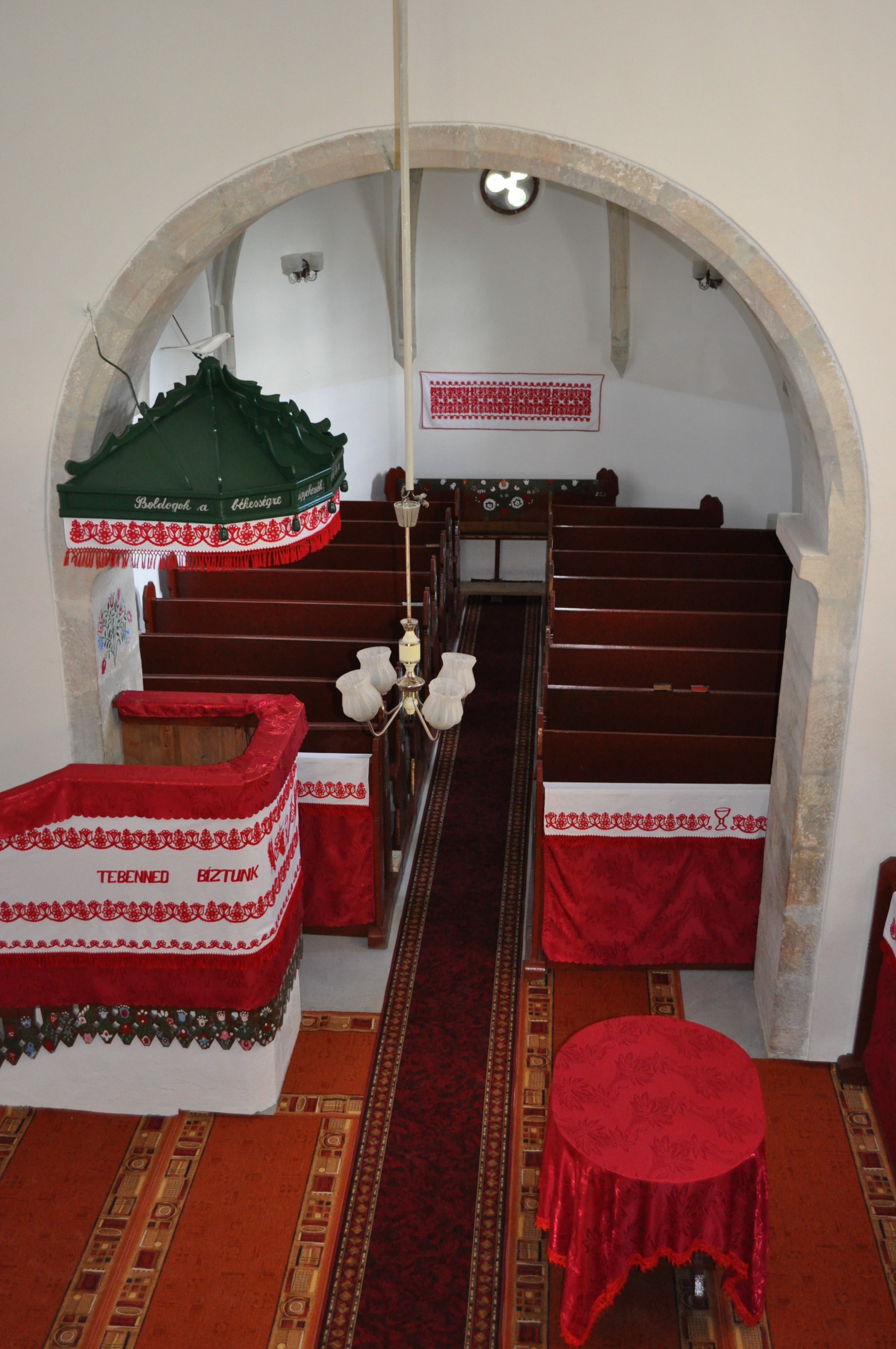
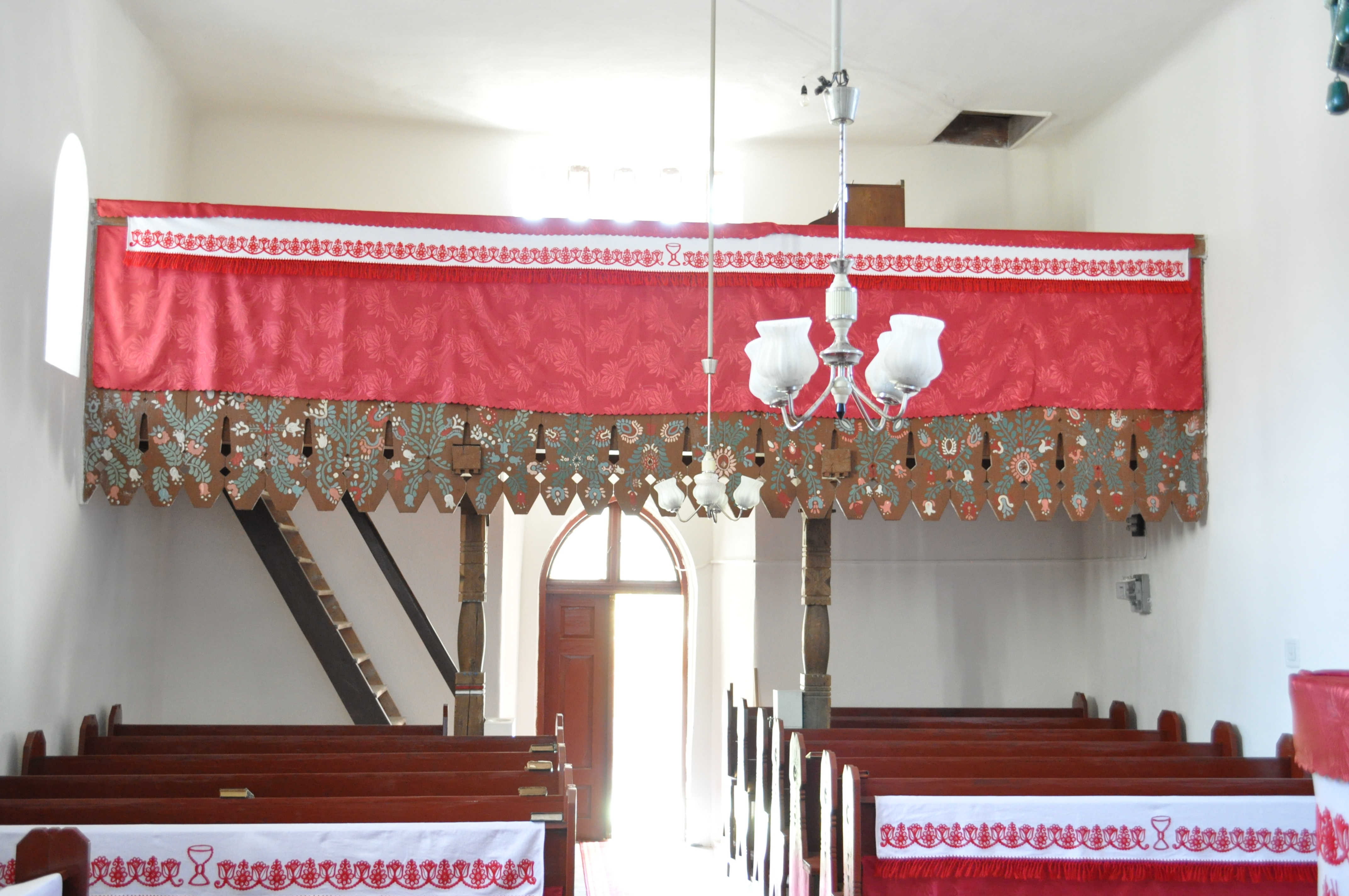
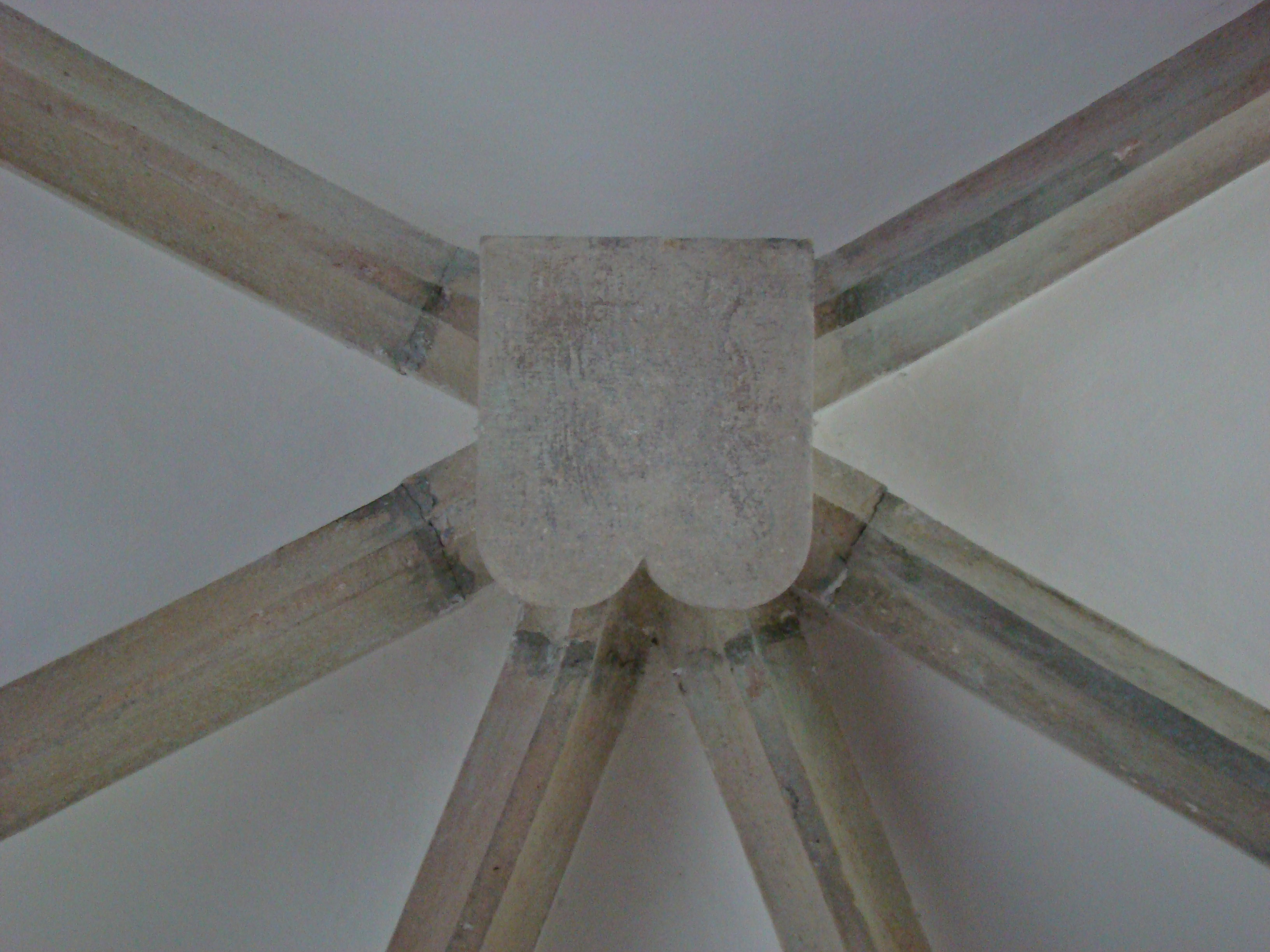
Cheie de boltă
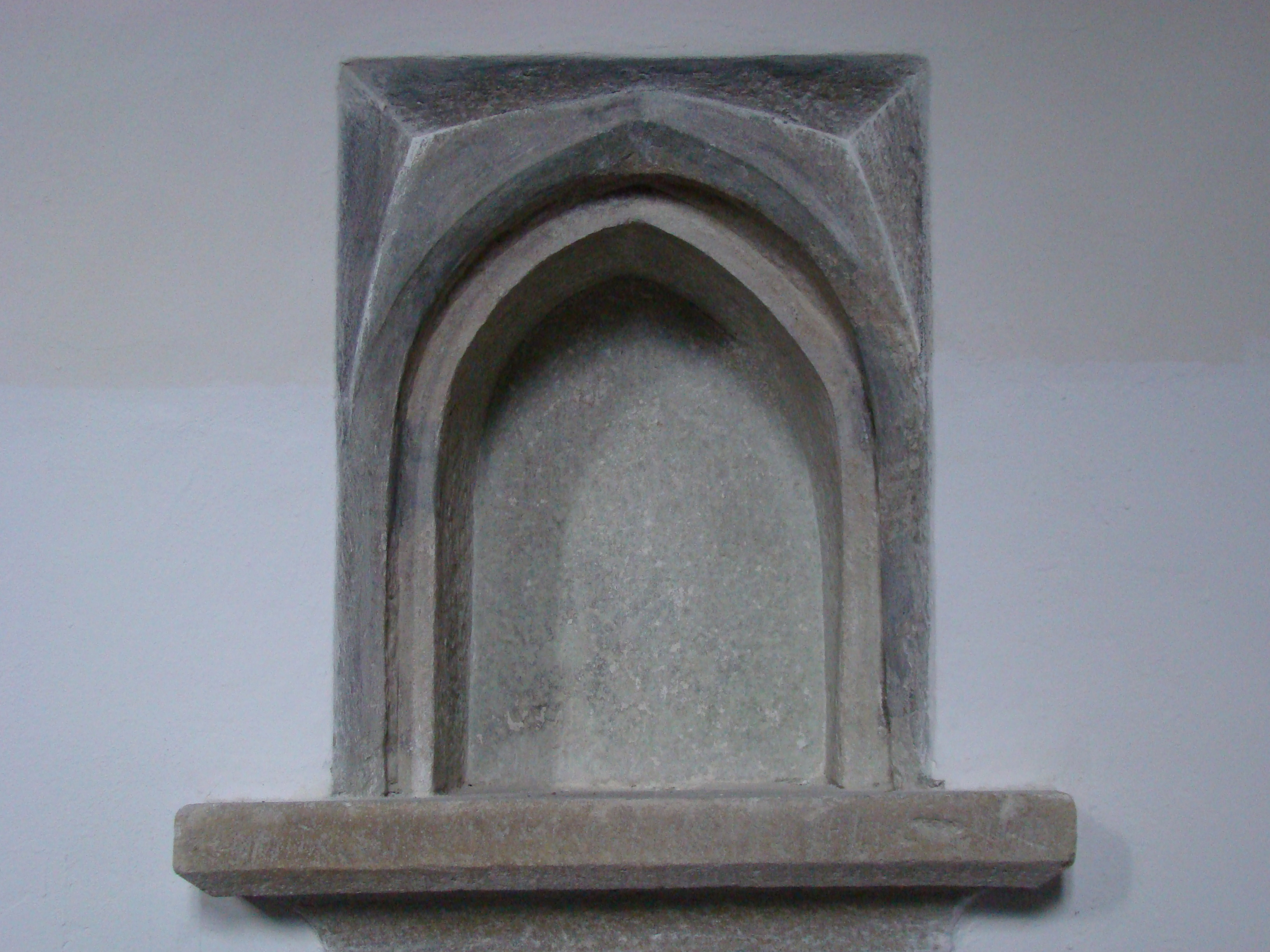
Tabernacul
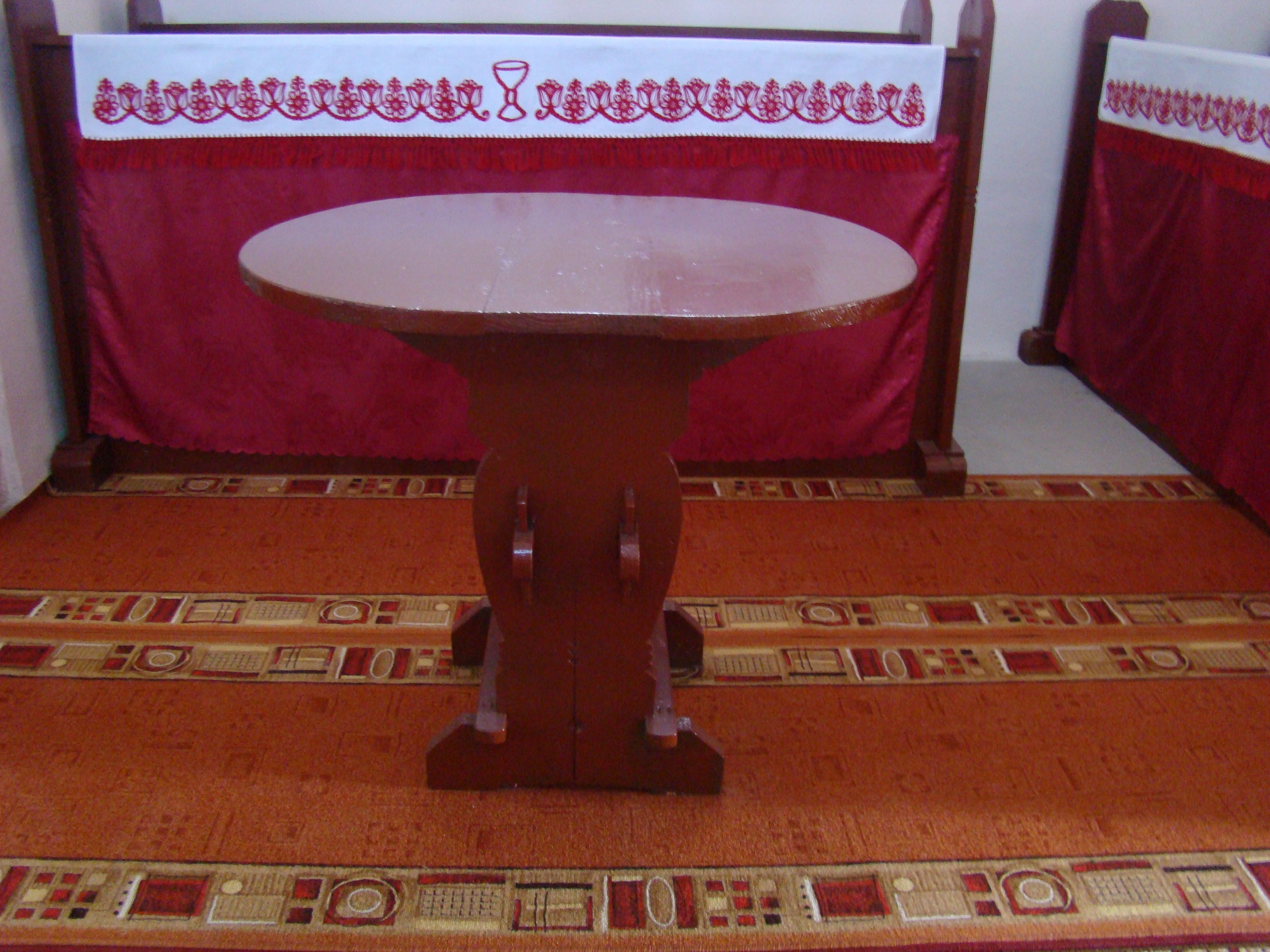
Masa Domnului
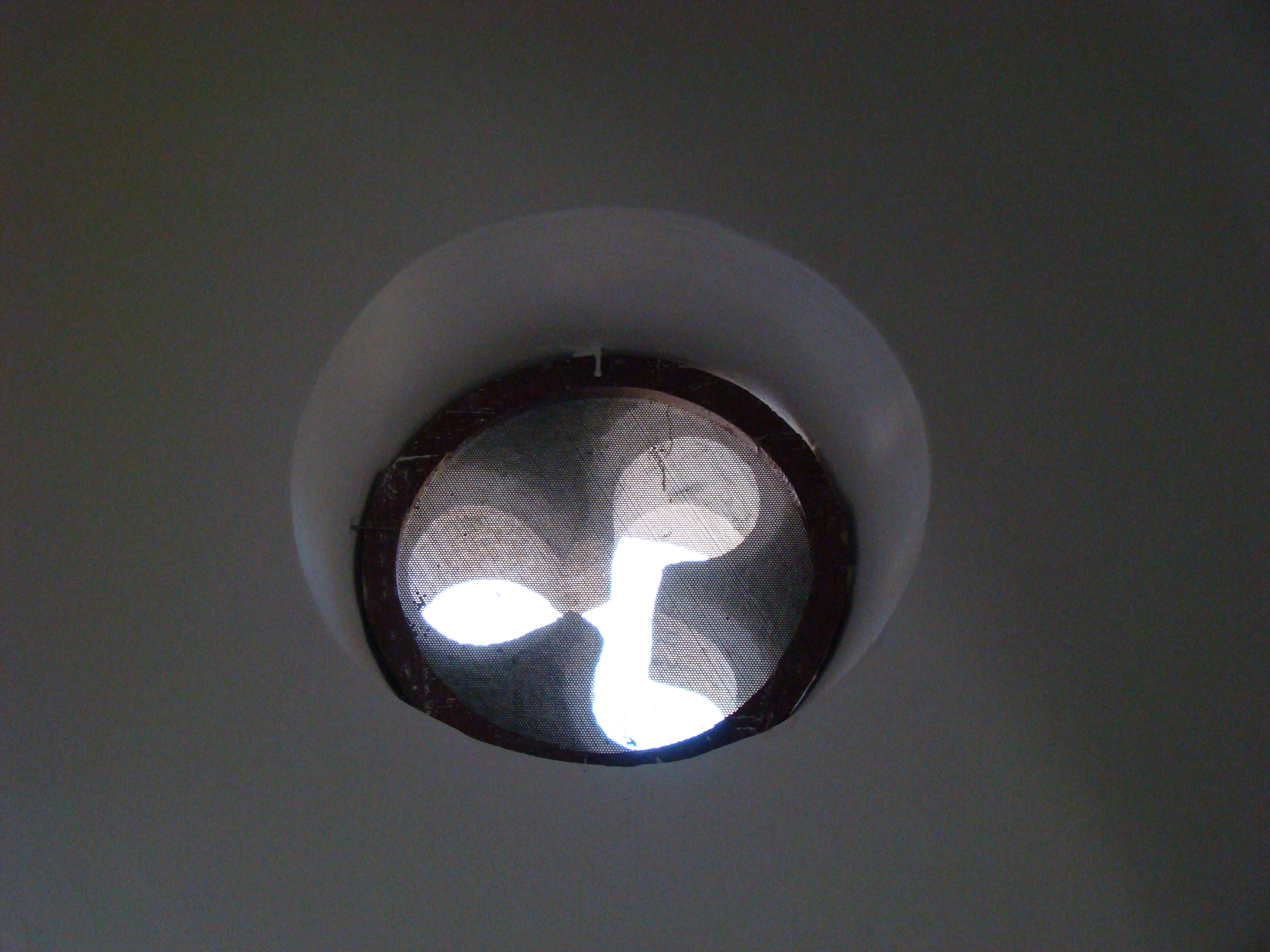
Oculus